# Roman Kilun
Roman Kilun (né le 27 novembre 1981 à Tachkent, en Ouzbékistan) est un coureur cycliste américain.

## Palmarès sur route

### Par année
- 2005
  - Classement général du Tour de Shenandoah
  - 3e de la Sea Otter Classic
- 2007
  - Wente Vineyards Road Race
- 2008
  - 2eb et 4e étapes du Tour de Nez
- 2009
  - 3e étape de la Ventura County Stage Race
  - 2e de la Ventura County Stage Race
- 2013
  - Chico Stage Race :
    - Classement général
    - 2e étape (contre-la-montre)

  - 2e de la Nevada City Classic
- 2017
  - 3e du Tour de Nez
- 2018
  - Berkeley Hills Road Race

### Classements mondiaux
| Année            | 2005 |
| ---------------- | ---- |
| UCI America Tour | 137e |

## Palmarès sur piste

### Championnats des États-Unis
- 2007
  - 2e de la poursuite par équipes
- 2008
  - 2e de la poursuite par équipes
- 2009
  - 3e de la poursuite par équipes
- 2010
  -  Champion des États-Unis de poursuite par équipes (avec Brent Kay, Austin Carroll et Cody O'Reilly)
- 2011
  - 2e de la poursuite par équipes